# Бакал Іполіт Іванович
Іполі́т Іва́нович Бакал (* 1 травня 1871, Тіміліуц Кишинівського повіту Бессарабської губернії — † після 1896—1900) — український художник та графік.

## Короткий життєпис
Навчався в Київській рисувальній школі Мурашка — у самого Мурашка, Х. П. Платонова та М. К. Пимоненка.
З 1889 року бере участь у виставках — учнівські в Московському училищі.
В 1889—1894 роках вчиться у Московському училищі живопису, скульптури та архітектури.
З 1894 року — в складі Московського товариства художників.
Працював в жанровому напрямі та як пейзажист. 1895 року здійснив поїздку в Париж.
Товаришував з Миколою Ґе, творчість якого й наслідував.
Його полотна:
- «Біля річки»,
- «Вечір»,
- «В паризькому кафе» (етюд),
- «Вуличка»,
- «З околиць Києва»,
- «Літом»,
- «На натурі»,
- «Сонячний день»,
- «Тиша»,
- «Чоловіча голова».

Його твори зберігаються в ряді художніх зібрань, зокрема, у Третьяковській галереї.